# المكتبة الوطنية للمملكة المغربية
المكتبة الوطنية للمملكة المغربية مكتبة وطنية تُعنى بفهرسة الإنتاج التحريري الوطني المغربي والحفاظ عليه، وهي تحت وصاية وزارة الثقافة المغربية. في 15 شوال 1429 (2008 م)، دشن الملك محمد السادس المقر الجديد للمكتبة الواقع بين شارعي ابن حزم وابن خلدون وسط الرباط والبالغة مساحته 20,832 م². يديرها حاليا الأستاذ محمد الفران.

## تاريخها

### نشأتها وتطورها
كانت هذه المكتبة تسمى الخزانة العامة وقد تأسست عام 1920، وفي عام 1926 أصبحت مؤسسة عمومية تتولى وثائق الإدارات وحفظها، كما أودع فيها رصيد مكتبة المعلمة العلمية بالمغرب التي وقع حلها عام 1920. كما زاد رصيدها بما وهبه لها الخواص من مجموعات كتب. وفي عام 1932، أصبحت تتولى الإيداع القانوني. وفي بداية الاستقلال أضيفت إليها مجموعات مهمة من المخطوطات كان مصدرها خزانات بعض الزوايا والمساجد وحتى الخواص. وفي عام 2003 حملت اسمها الحالي، وتم تدشينها رسمياً في 15 أكتوبر 2008 

### محافظوها
تولى المهمة الأولى في الخزانة العامة عدة محافظين وهم:
1. بيير دو سينيفال (1888 – 1937)، (Pierre de Cénival) وذلك فيما بين عامي 1920 و1927.
2. فونك برنيطانو، (C. Funk Brentano) منذ عام 1927.
3. عبد الله الركَراكَي
4. محمد بلعباس القباج
5. محي الدين المشرفي
6. عبد الرحمن الفاسي
7. محمد بنشريفة
8. أحمد التوفيق: 1995-2003
9. إدريس خروز: 2003-2016
10. محمد الفران: 2018-2023
11. لطيفة مفتقر 2023-2024
12. سميرة المليزي 2024-

## الأدوار والمهام
تتمثل مهمة المكتبة الوطنية في جمع وأرشفة وصيانة (الحفظ والترميم)، كل ما يتعلق بالتراث المغربي ولكن أيضًا أنشطة البحث ونشر الثقافة، وذلك بفضل التنظيم المنتظم للمعارض أو المؤتمرات لعامة الناس.
يتمثل دور المكتبة الوطنية في أربعة أجزاء:
جمع ومعالجة وحفظ ونشر التراث الوثائقي الوطني وكذلك المجموعات الوثائقية الأجنبية التي تمثل المعرفة الإنسانية؛  وعلى هذا النحو، فهي مسؤولة عن:
- السهر على تلقي الإيداع القانوني وتسييره، طبقا للتشريعات والتراتيب الجاري بها العمل.
- تطوير وتوزيع الببليوغرافيا الوطنية، الحصول عن طريق الشراء أو التبرع أو تبادل الوثائق الوطنية والأجنبية المكتوبة بخط اليد والمطبوعة والمطبوعات والخرائط والخطط والنوتات الموسيقية والصور الفوتوغرافية والوثائق الصوتية والمسموعة والمرئية والكمبيوتر والعملات المعدنية والميداليات.
- فهرسة وتحليل وتصنيف الوثائق الموجودة في عهدتها وإنشاء أدوات البحث الببليوغرافية، السهر على حفظ وحفظ مجموعاته الوثائقية واقتراح التدابير اللازمة للحفاظ على التراث الوثائقي الوطني.
- إدارة النظام القياسي الدولي لترقيم الكتب (ردمك) والرقم التسلسلي القياسي الدولي (ردمد) على المستوى الوطني.
- تعزيز وتسهيل الوصول إلى مجموعاتها الوثائقية ومعلوماتها الببليوغرافية.

وعلى هذا النحو، فهي مسؤولة عن:
- إتاحة مجموعاتها الوثائقية للجمهور مع مراعاة التشريعات المتعلقة بالملكية الفكرية.
- توفير خدمة معلومات ببليوغرافية، باستخدام التقنيات الجديدة على وجه الخصوص، لتسهيل الوصول إلى الوثائق من المكتبات الوطنية والأجنبية الأخرى.
- تقديم خدمة المعلومات والتوثيق عن بعد.
- التعريف بمجموعاته الوثائقية من خلال المنشورات والمعارض والفعاليات الثقافية.
- تقديم خدمات وثائقية ومعلوماتية متخصصة للأشخاص ذوي الإعاقة.
- ضمان الدور التنسيقي والتعاوني ضمن شبكة المكتبات الوطنية.  وعلى هذا النحو، فهي مسؤولة عن:
- تطوير وضمان تطبيق المعايير المتعلقة بالمعالجة الببليوغرافية والوثائقية والحاسوبية على المستوى الوطني.
- التعاون مع المكتبات ومراكز التوثيق والمعلومات الوطنية والأجنبية الأخرى، لا سيما في إطار التبادلات وشبكات التوثيق.
- اقتراح وتنفيذ برامج على المستوى الوطني لمعالجة التراث المخطوط وحفظه ونشره.
- القيام، في إطار المهام الموكلة إليها، بأعمال استشارية ومساعدة فنية وتدريبية.
- المشاركة في النشاط العلمي الوطني والدولي وتطوير برامج البحث فيما يتعلق بمهامها والتراث الوثائقي المسؤول عنه.

## رصيدها
يتكون رصيد المكتبة من:
- الكتب: ويبلغ عددها 400 ألف كتاب.[10]
- الدوريات: حوالي 10000 عنوان يغطي جميع التخصصات بلغات.
- المجموعات الخاصة: 10 آلاف خريطة يرجع تاريخ بعضها إلى القرن 16، و20 ألف صورة [10]
- المخطوطات:
- المجموعات السمعية البصرية: وثائق صوتية وسمعية ونقود وميداليات...

## مقرها
يقع مقر المكتبة الوطنية للمملكة المغربية في شارع ابن خلدون في حي أكدال بالعاصمة الرباط.

## المتبرعات والمتبرعون للمكتبة
- ابنة المناضلة الحقوقية زهور العلوي الباحثة
- أسرة الصحفي العالمي فيليب گايار
- أسرة عالم المستقبليات المهدي المنجرة
- أسرة حبيبة ومحمد البورقادي.
- أسرة  سالم يفوت
- أسرة أبراهام السرفاتي[11]

## وصلات خارجية
- موقع المكتبة الوطنية للمملكة المغربية